# Uiliami Leilua Vi
Uiliami Leilua Vi, Lord Veʻehala (Nukualofa, 23 de marzo de 1925 - 26 de noviembre de 1986) fue un músico y noble tongano.  

## Biografía
Nació el 23 de marzo de 1925 en Nuku'alofa, como hijo del Hon. Lord Veʻehala (Feleti Vi) y Mele Luʻisa Simoa Vi of Fahefa Estate.  
Fue educado en Tupou College y terminó en Wesley College and Grammar School, Auckland, Nueva Zelanda. En 1946, tras la muerte de su padre, heredó en el título noble de Veʻehala y la finca Fahefa. Fue gobernador de Ha'apai y guardián de los registros públicos desde 1948 a 1953, y desde 1950 hasta 1968 fue secretario del Comité de Tradiciones de Tonga.

## Matrimonio y descendencia
Se casó con ʻEva-ʻi-pomana ʻ Ulukalala, hija del Hon. Lord Finau ʻUlukalala VI (Ha'amea). Como fruto de la unión nacieron 2 hijos varones y una hija: 
- Toluhama'a Tungi Vi, Lord Ve'ehala. Se desempeñó como director de la Royal Tongan Musical Corps y presidente de la Asociación de Fútbol de Tonga, entre 2002 y 2006.
- Vakautapola Vi.
- Adi Pasemaca Tu'ipulotu Pau'u.